# گلبن ارگن
گُلبَن اَرگَن (به ترکی استانبولی: Gülben Ergen) (زاده ۲۵ اوت ۱۹۷۲) خواننده و بازیگر اهل ترکیه است.

گولبن ارگن در سپتامبر سال ۱۹۹۷ اولین آلبوم Merhaba خود را با النور موزیک پخش کرد. در دسامبر سال ۱۹۹۹، دومین آلبوم خود با نام Blind In Love منتشر کرد.
او همچنین سه فرزند پسر به نام های اطلس، آرس و گونِی از ازدواج اولش دارد.